# Cambridgea australis
Cambridgea australis är en spindelart som beskrevs av A. David Blest och Vink 2000. Cambridgea australis ingår i släktet Cambridgea och familjen Stiphidiidae. Inga underarter finns listade.